# Ruhland
Ruhland (górnołuż. Rólany, pol. hist. Rolany) – miasto w Niemczech w kraju związkowym Brandenburgia, w powiecie Oberspreewald-Lausitz, siedziba urzędu Ruhland. Miasto leży na terenie Górnych Łużyc, w 2018 r. liczyło 3672 mieszkańców.

## Historia

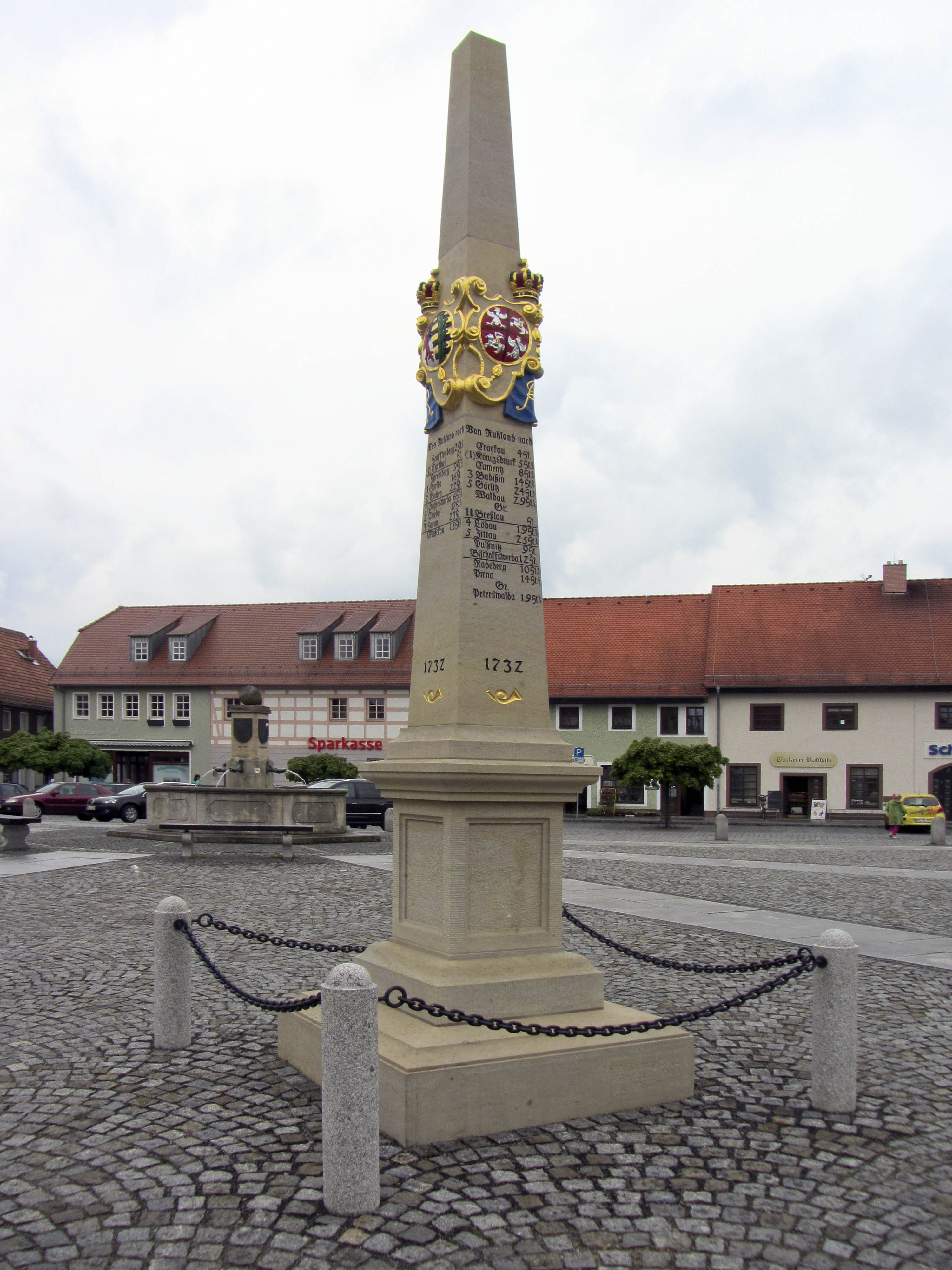
Słup poczty polsko-saskiej na Rynku

Pierwsza zachowana wzmianka o miejscowości pochodzi z 1317 roku. W 1397 roku już jako miasto Ruhland był wzmiankowany w dokumentach króla czeskiego Wacława IV. W 1567 miasto otrzymało prawo organizacji dwóch targów. Do 1635 miasto znajdowało się pod panowaniem czeskim (z przerwą na panowanie węgierskie w latach 1469–1490). Od 1635 wskutek pokoju praskiego w granicach Elektoratu Saksonii, w efekcie pomiędzy 1697 a 1763 znajdowało się w granicach unijnego państwa polsko-saskiego. W sierpniu 1705 w mieście dwukrotnie zatrzymywał się król Polski August II Mocny. W 1732 ustawiono w mieście polsko-saski słup dystansowy, ozdobiony herbami Polski i Saksonii, monogramem króla Augusta II i polską koroną królewską. W 1806 Ruhland stał się częścią Królestwa Saksonii.
Na mocy postanowień kongresu wiedeńskiego miasto przypadło w 1815 Królestwu Prus, które najpierw włączyło je do Prowincji Brandenburgia, a w 1825 przeniosło do rejencji legnickiej Prowincji Śląsk. Historię Śląska Ruhland dzielił do 1945 roku jako część prowincji Śląsk (1825-1919, 1938-1941) oraz Dolny Śląsk (1919-1938, 1941-1945). Około 1830 został zlikwidowany polsko-saski słup dystansowy.
W 1945 decyzją Radzieckiej Administracji Wojskowej w Niemczech Ruhland wraz z leżącą na zachód od Nysy Łużyckiej częścią Prowincji Dolny Śląsk został włączony do Saksonii, do której należał do jej likwidacji w 1952 roku. W latach 1952–1990 stanowił część okręgu Chociebuż Niemieckiej Republiki Demokratycznej. W 1990 roku w przeciwieństwie do większości pozostałych przy Niemczech ziem dawnej Prowincji Śląsk, został włączony w granicę odtworzonej Brandenburgii, a nie Saksonii.
W 2012 na Rynku odsłonięto zrekonstruowany polsko-saski słup dystansowy króla Augusta II.

## Demografia
| Rok  | Populacja |
| ---- | --------- |
| 1875 | 2086      |
| 1890 | 2358      |
| 1925 | 3768      |
| 1933 | 4137      |
| 1939 | 4864      |
| 1946 | 5440      |
| 1950 | 5664      |
| 1964 | 5325      |
| 1971 | 5232      |
| 1981 | 4670      |

| Rok  | Populacja |
| ---- | --------- |
| 1985 | 4612      |
| 1989 | 4413      |
| 1990 | 4325      |
| 1991 | 4191      |
| 1992 | 4131      |
| 1993 | 4080      |
| 1994 | 4052      |
| 1995 | 4037      |
| 1996 | 4089      |
| 1997 | 4134      |

| Rok  | Populacja |
| ---- | --------- |
| 1998 | 4178      |
| 1999 | 4232      |
| 2000 | 4262      |
| 2001 | 4215      |
| 2002 | 4157      |
| 2003 | 4121      |
| 2004 | 4093      |
| 2005 | 4106      |
| 2006 | 4043      |
| 2007 | 3982      |

| Rok  | Populacja |
| ---- | --------- |
| 2008 | 3948      |
| 2009 | 3935      |
| 2010 | 3896      |
| 2011 | 3819      |
| 2012 | 3754      |
| 2013 | 3747      |
| 2014 | 3693      |
| 2018 | 3672      |

## Galeria

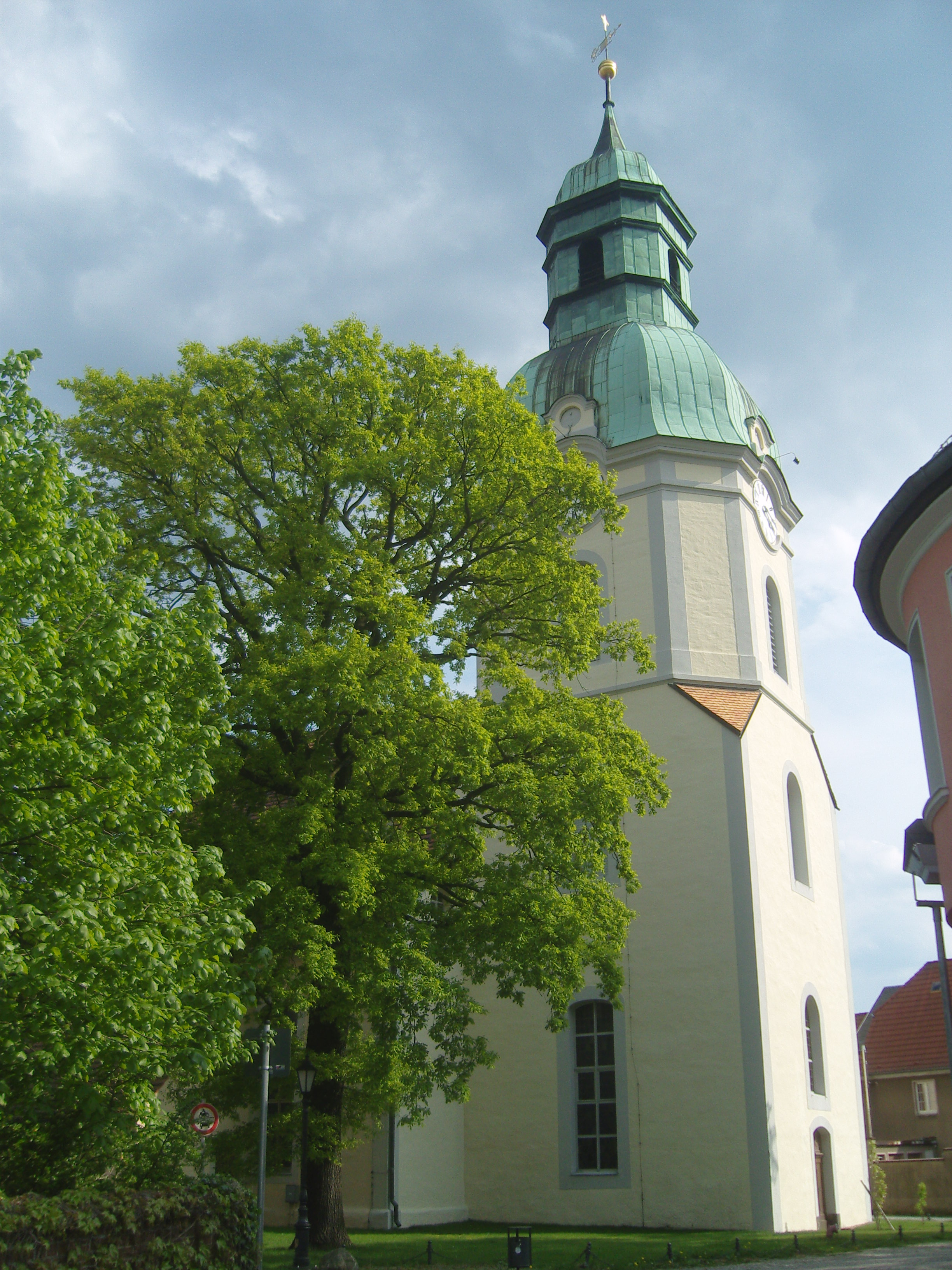
Kościół luterański
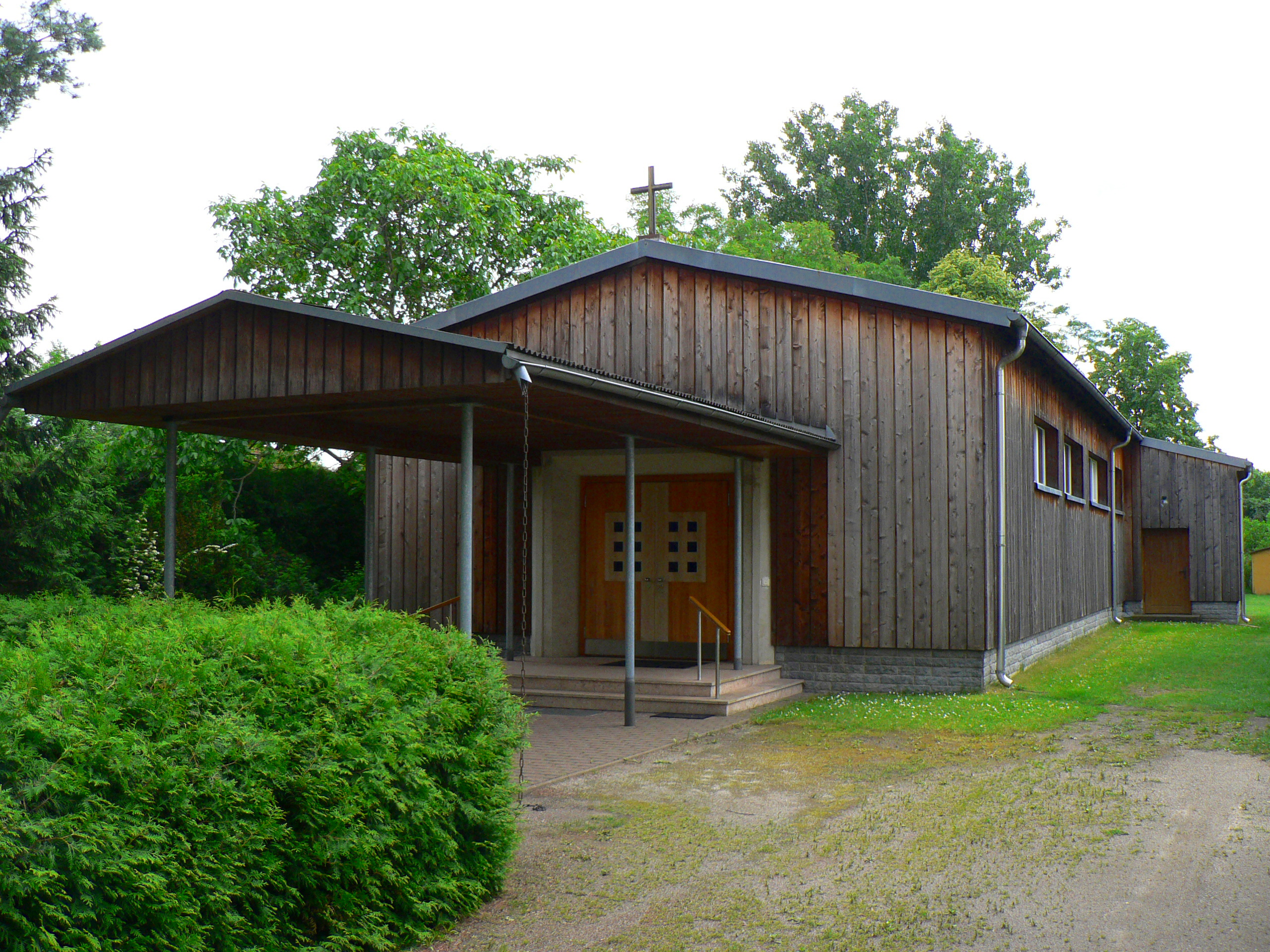
Kościół katolicki
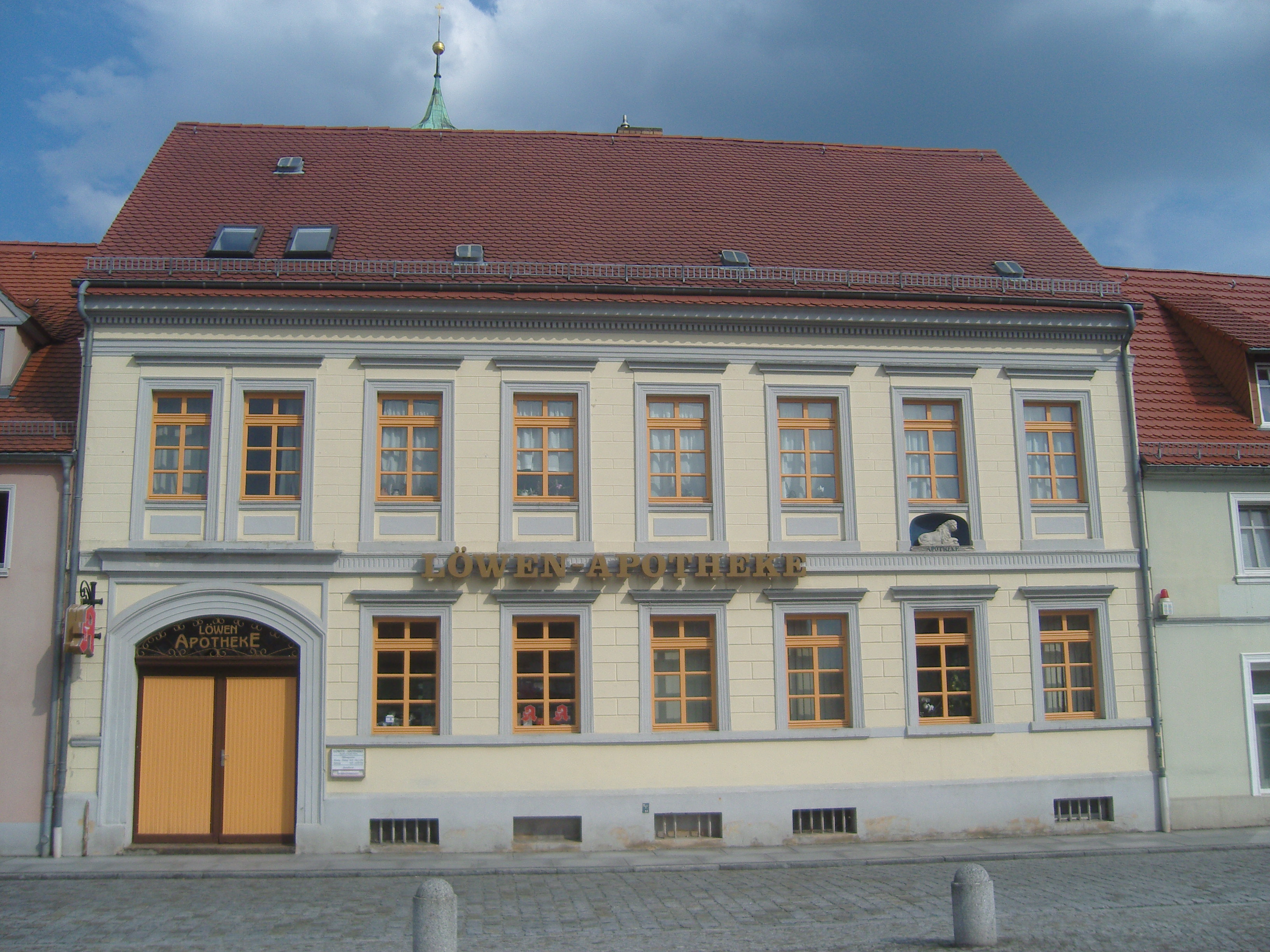
Apteka
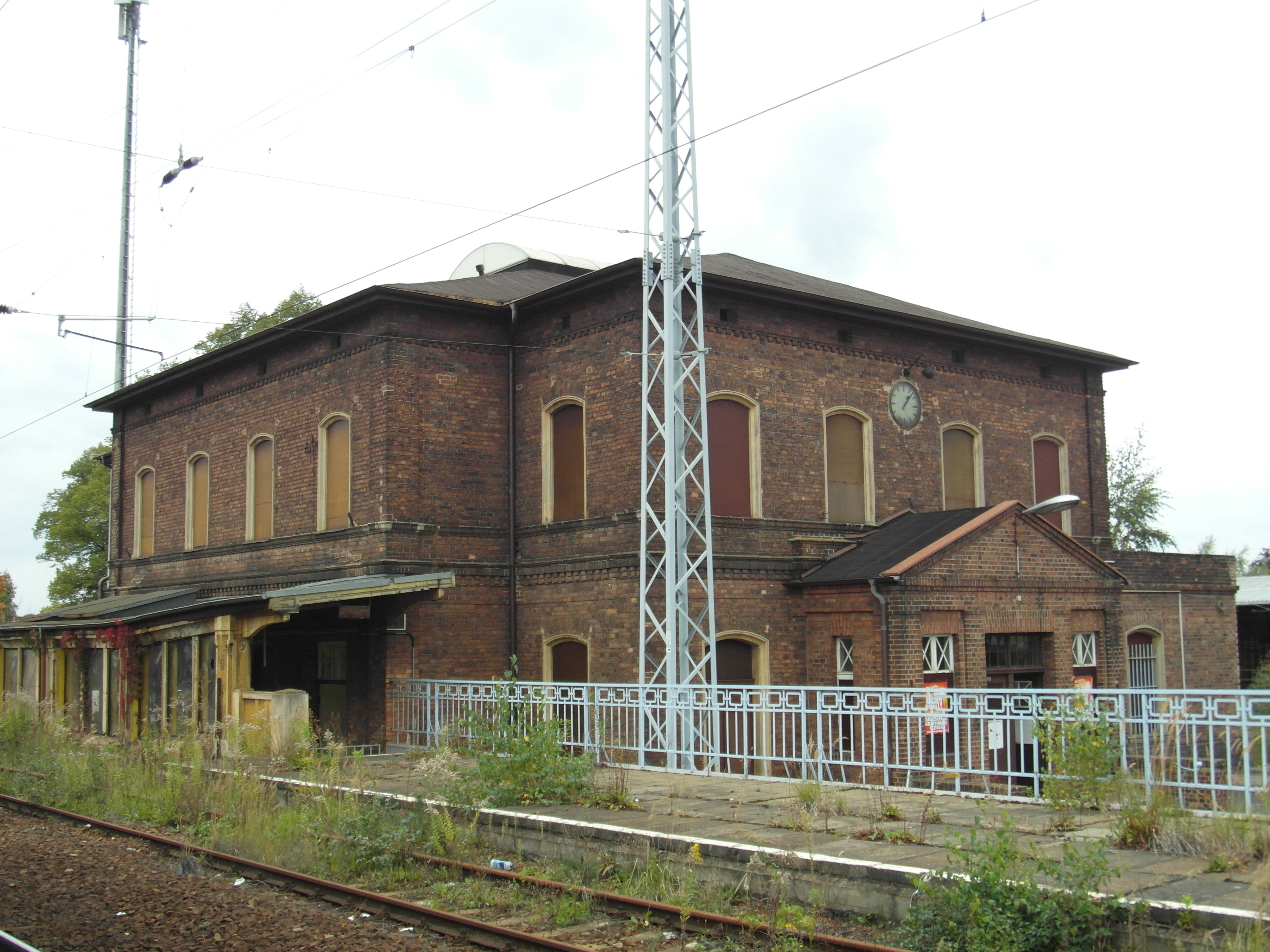
Dworzec kolejowy
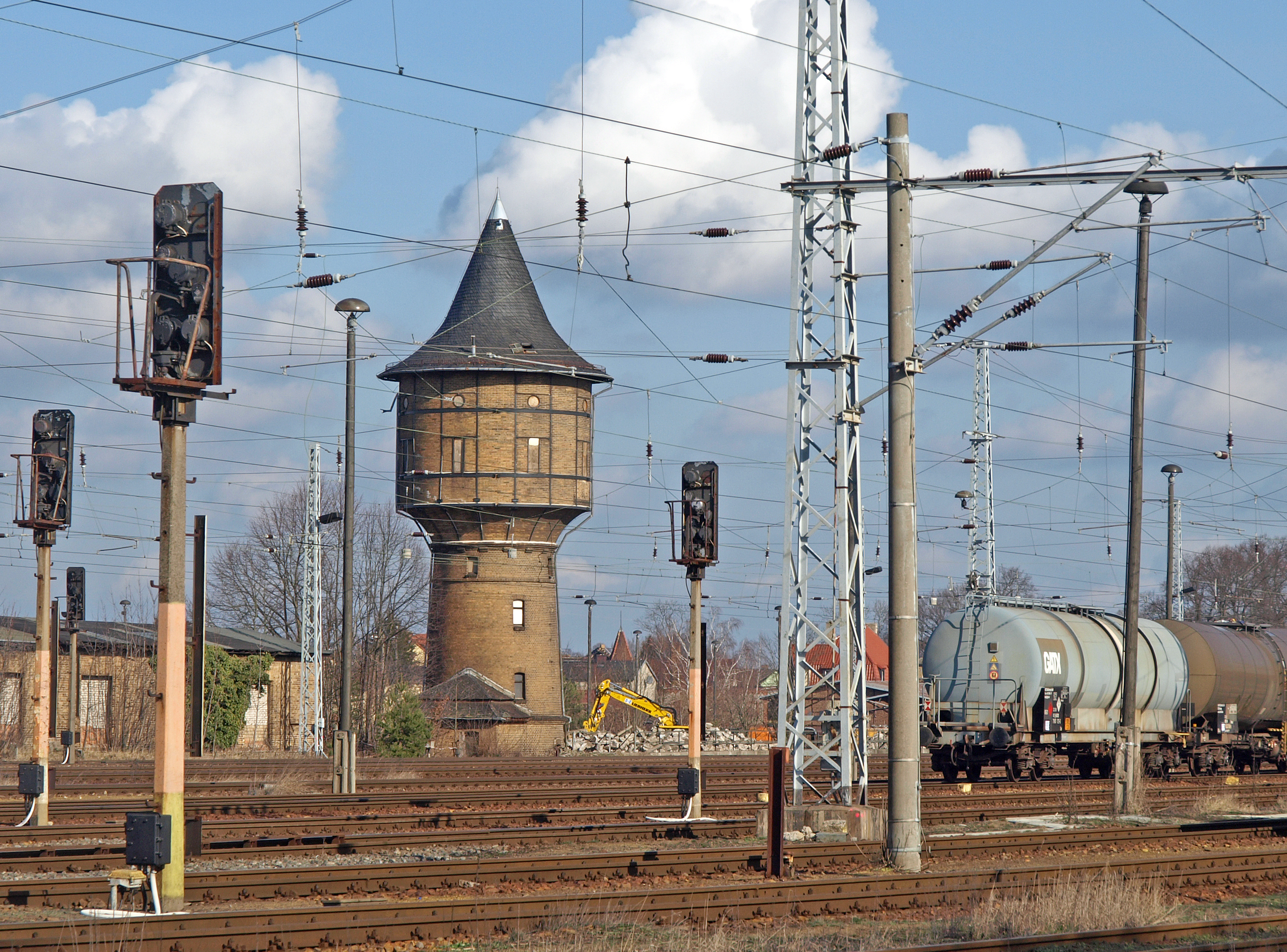
Kolejowa wieża ciśnień
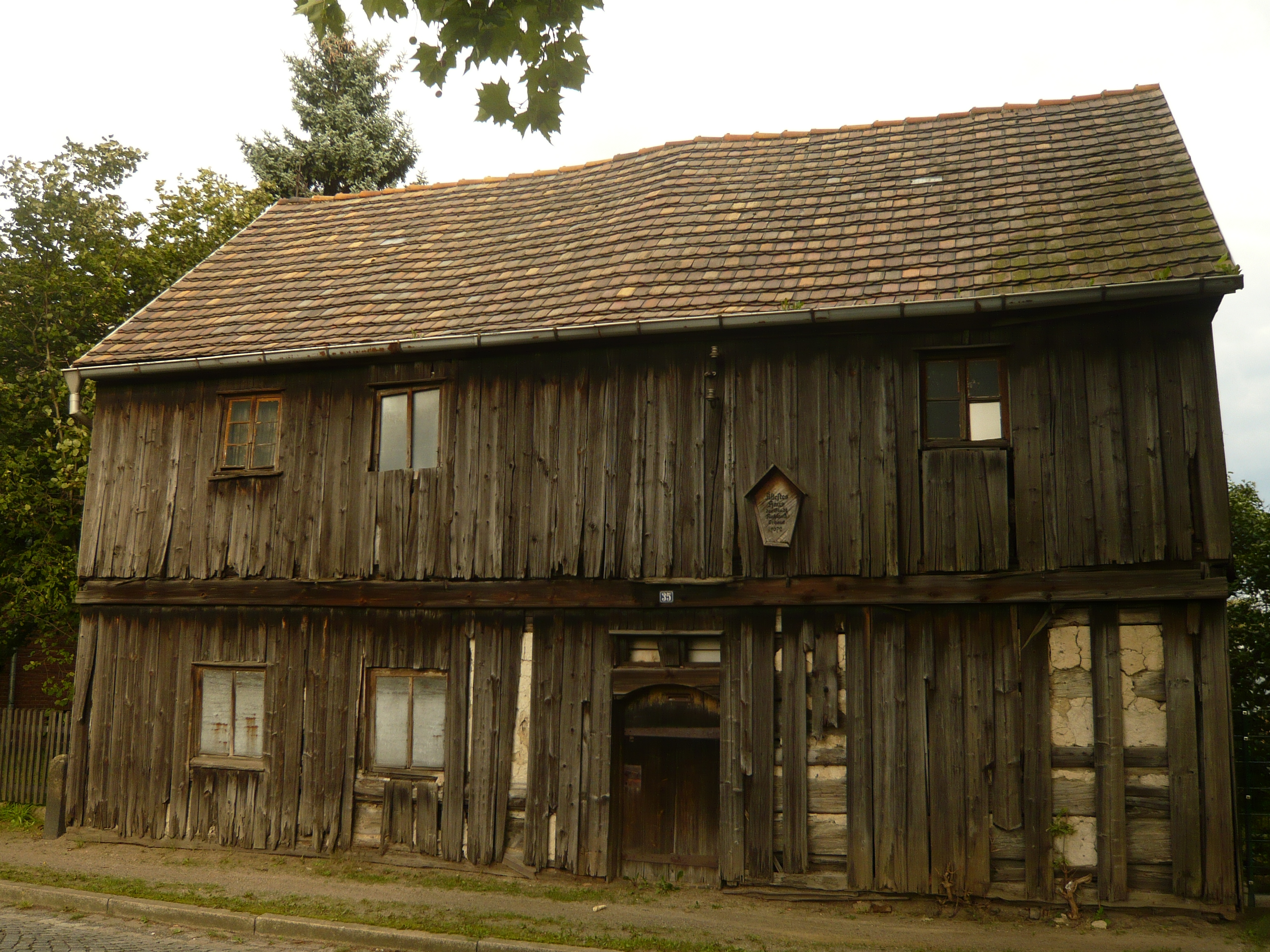
Najstarszy dom w mieście (XVII wiek)
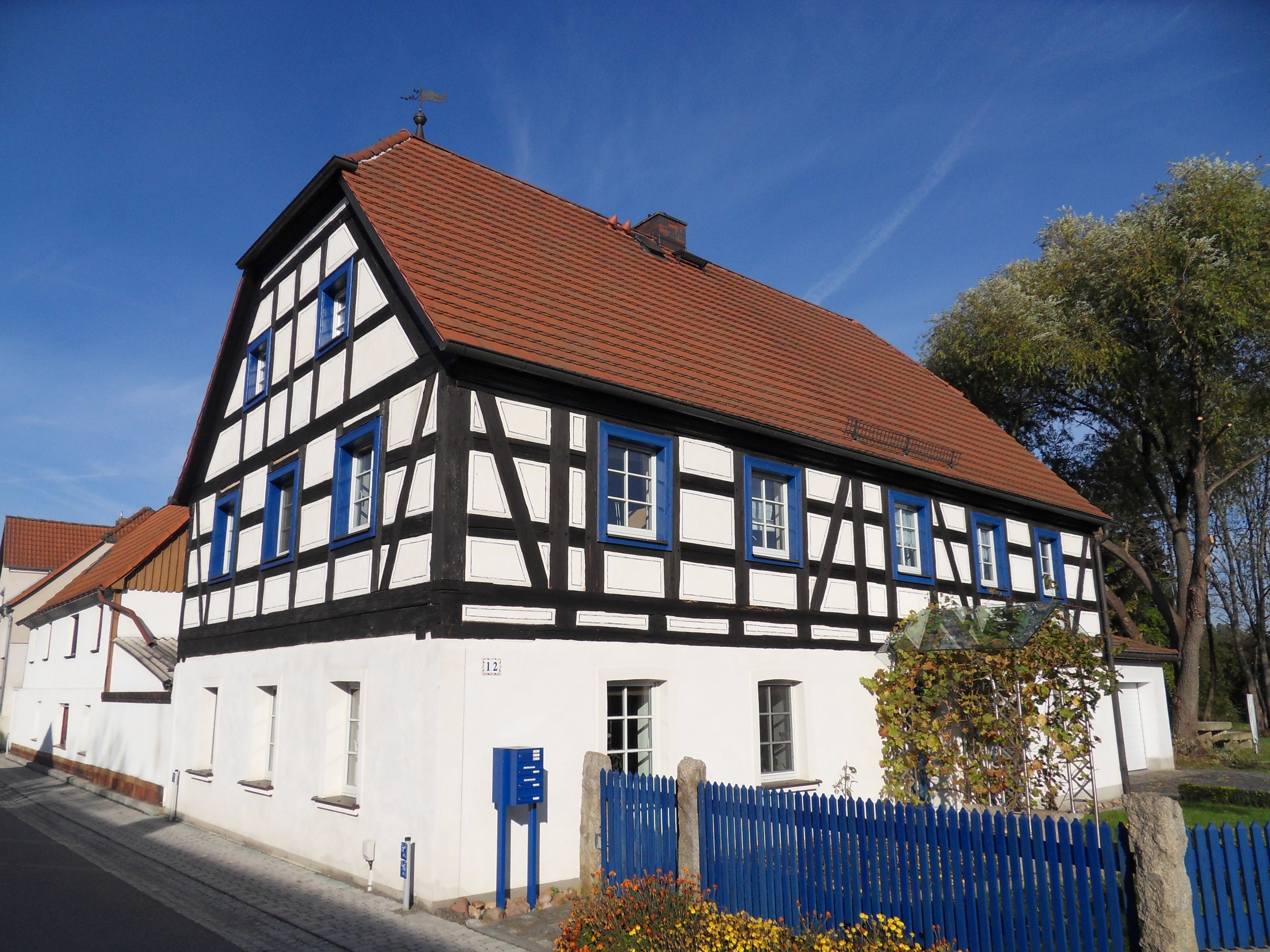
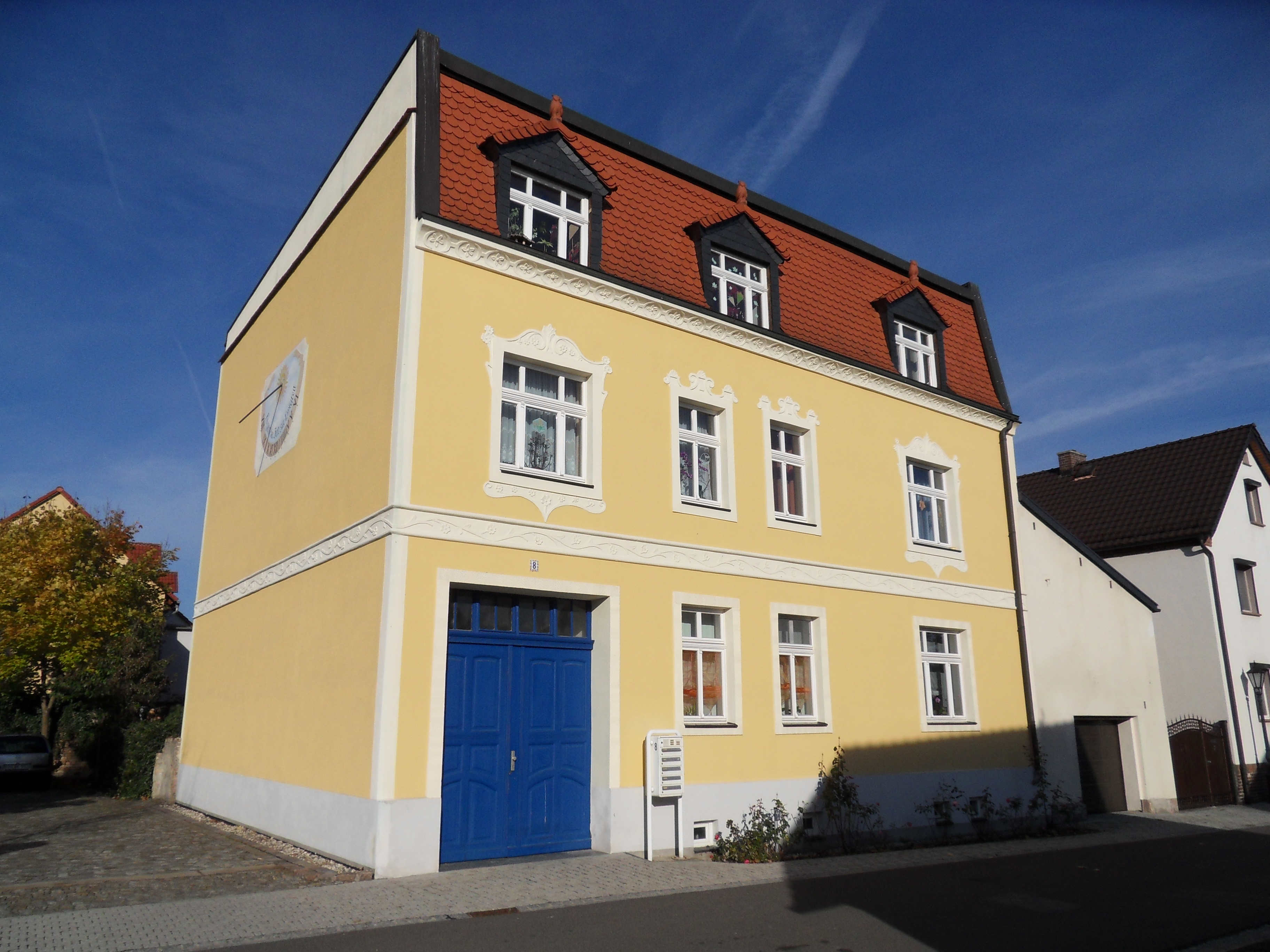
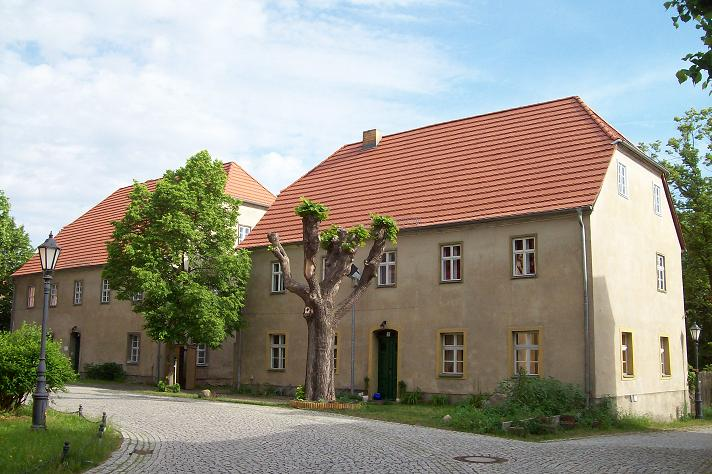
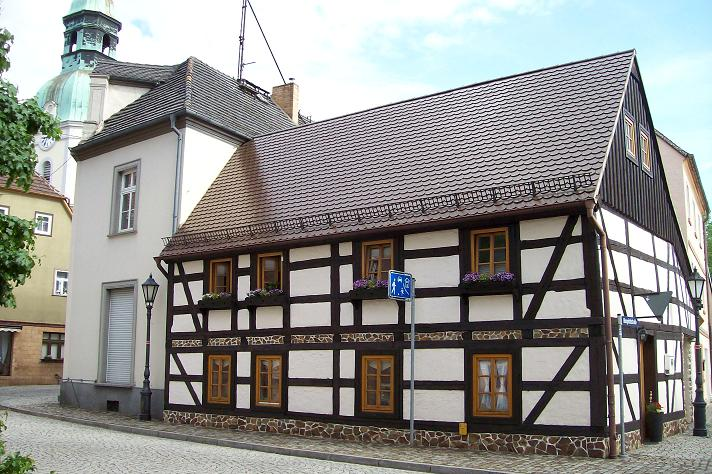